# Diamante (departamento)
Diamante é um departamento da Argentina, localizado na província de Entre Ríos. É o terceiro menor departamento da província e o oitavo menos povoado, com uma população de 46361 habitantes segundo o censo de 2010.